# 1000 Hurts
Albums de Shellac
Terraform
(1998) Excellent Italian Greyhound
(2007)
1000 Hurts est le troisième album du groupe Shellac, sorti le 31 juillet 2000 sur le label Touch and Go Records.

## Titres

### Face A
1. "Prayer to God" – 2:50
2. "Squirrel Song" – 2:38
3. "Mama Gina" – 5:43
4. "QRJ" – 2:52
5. "Ghosts" – 3:36

### Face B
1. "Song Against Itself" – 4:13
2. "Canaveral" – 2:38
3. "New Number Order" – 1:39
4. "Shoe Song" – 5:17
5. "Watch Song" – 5:25

## Musiciens
- Steve Albini - guitare/chant
- Todd Trainer - batterie/chant
- Bob Weston - basse/chant

- (en) Cet article est partiellement ou en totalité issu de l’article de Wikipédia en anglais intitulé « 1000 Hurts » (voir la liste des auteurs).